# Nordrach
Nordrach – miejscowość i gmina w Niemczech, w kraju związkowym Badenia-Wirtembergia, w rejencji Fryburg, w regionie Südlicher Oberrhein, w powiecie Ortenau, wchodzi w skład wspólnoty administracyjnej Zell am Harmersbach. Leży w Schwarzwaldzie, ok. 12 km na południowy wschód od centrum Offenburga.